# Prix Hammett
Le prix Hammett (Hammett Prize) est un prix littéraire américain décerné par l'International Association of Crime Writers, North American Branch (IACW/NA). Il est nommé en hommage au romancier américain Dashiell Hammett et est décerné depuis l’année 1991.
Ce prix récompense un récit inédit du genre policier publié par un auteur américain ou canadien dans l’année précédant la remise du prix. La sélection est faite par retour des membres de l’association et la liste des nommés est établie sur cette base par un comité interne constitué d’un panel de membres. Un jury extérieur à l’association est ensuite désigné pour l’occasion et est chargé de décerner le prix.
Martin Cruz Smith est le seul double lauréat du prix, avec les romans Rose en 1996 et Havana Bay en 1999.

## Palmarès du prix Hammett

### Années 1990
- 1991 : Maximum Bob (Maximum Bob) d’Elmore Leonard
- 1992 : La Lune tortue (Turtle Moon) d'Alice Hoffman
- 1993 : Le Canard siffleur mexicain (The Mexican Tree Duck) de James Crumley
- 1994 : Dixie City (Dixie City Jam) de James Lee Burke
- 1995 : Statues de sang (Under the Beetle's Cellar) de Mary Willis Walker
- 1996 : Rose (Rose) de Martin Cruz Smith
- 1997 : Trial of Passion de William Deverell
- 1998 : Tidewater Blood de William Hoffman
- 1999 : Havana Bay (Havana Bay) de Martin Cruz Smith

### Années 2000
- 2000 : Le Tueur aveugle (The Blind Assassin) de Margaret Atwood
- 2001 : Le Royaume des ombres (Kingdom of Shadows) d’Alan Furst
- 2002 : Honor's Kingdom d’Owen Parry
- 2003 : The Seduction of Water de Carol Goodman
- 2004 : Le Prince des braqueurs (Prince of Thieves) de Chuck Hogan
- 2005 : Alibi (Alibi) de Joseph Kanon
- 2006 : The Prisoner of Guantánamo de Dan Fesperman
- 2007 : La Veuve (The Outlander) de Gil Adamson
- 2008 : Un jour en mai (The Turnaround) de George Pelecanos
- 2009 : Manuel à l'usage des apprentis détectives (The Manual of Detection) de Jedediah Berry

### Années 2010
- 2010 : L'Issue (The Nearest Exit) d’Olen Steinhauer
- 2011 : Le tueur se meurt (The Killer is Dying) de James Sallis
- 2012 : Oregon Hill d’Howard Owen
- 2013 : Angel Baby de Richard Lange
- 2014 : Mr. Mercedes de Stephen King
- 2015 : The Do-Right de Lisa Sandlin
- 2016 : The White Devil de Domenic Stansberry
- 2017 : August Snow de Stephen Mack Jones
- 2018 : November Road de Lou Berney
- 2019 : Bluff de Jane Stanton Hitchcock

### Années 2020
- 2020 : When These Mountains Burn de David Joy